# Grünhorn
El Gross Grünhorn  o simplement Grünhorn és una muntanya de 4.044 metres que es troba al cantó del Valais a Suïssa, a la serralada dels Alps Bernesos.

## Història de l'ascenció

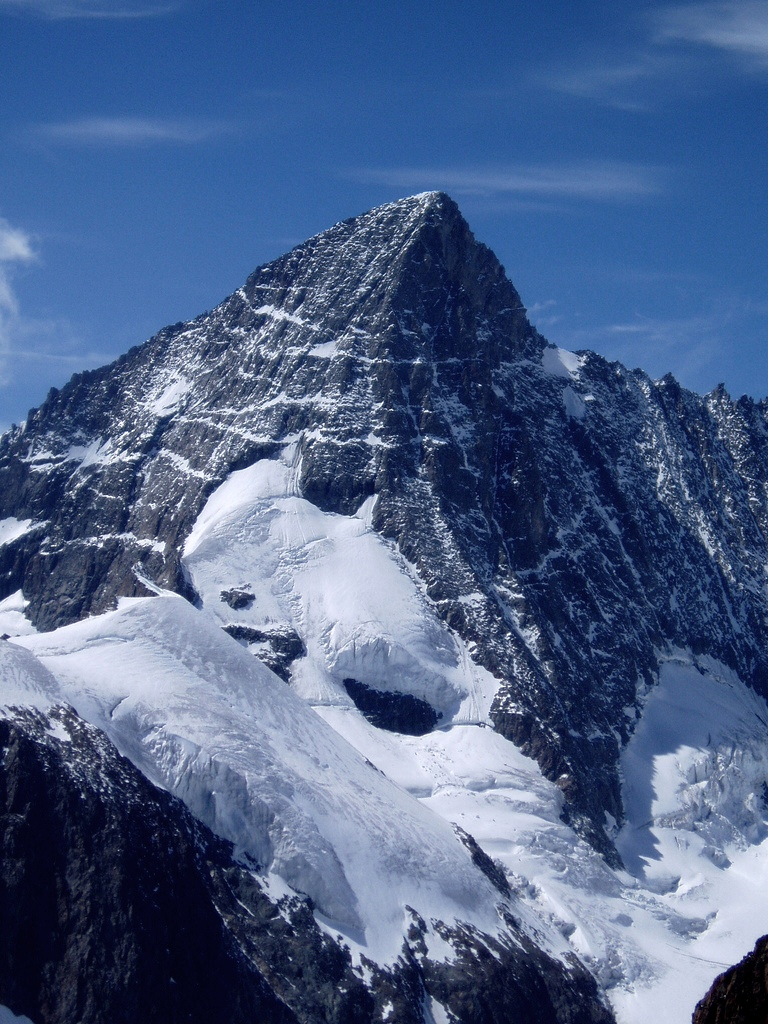
El vessant est del Grünhorn, vist des del Finsteraarhorn Hut.

La primera ascensió la van realitzar, el 7 d'agost de 1865, el mineralogista Edmund von Fellenberg amb els guies Peter Michel, Peter Egger i Peter Inäbnit. Va escalar la muntanya des dels vessant oest, començant a l'Ewigschneefeld, un glaciar tributari de l'Aletsch. Va assolir satisfactòriament el cim tot i les condicions meteorològiques adverses. Els mateixos escaladors havien realitzat un intent l'any anterior, però només havien pogut assolir la prominència inferior del Grünegghorn.
La segona ascensió la va fer W. A. B. Coolidge, amb els guies Christian i Rudolf Almer (fills de Christian Almer).
Una ruta per l'aresta nord-est va ser oberta el 26 d'agost de 1913 per D. von Bethmann-Hollweg I O. Supersaxo. L'estiu de 1950, G. Van der Leck va escalar-ne la paret oest. El pilar occidental va ser conquerit finalment per C. Blum i U. Frei el 27 d'agost de 1967.
L'alpinista Erhard Loretan hi va morir l'any 2011.